# Myndigheten för samhällsskydd och beredskap
Myndigheten för samhällsskydd och beredskap (kurz MSB, deutsch Behörde für Zivilschutz und Bereitschaft) ist eine schwedische Verwaltungsbehörde, die dem Verteidigungsministerium unterstellt ist. Die Behörde ist verantwortlich für Themen des Zivilschutzes, der öffentlichen Sicherheit, des Katastrophenmanagements und der zivilen Verteidigung.

## Geschichte
Nach dem Erdbeben im Indischen Ozean 2004 und dem dadurch ausgelösten Tsunami, bei dem mehr als 500 Schweden starben, wurde das Krisenmanagement der schwedischen Regierung stark kritisiert. Eine eigens eingerichtete Katastrophenkommission stellte schwere Versäumnisse fest, unter anderem das Fehlen eines Krisenstabs in der Staatskanzlei des Ministerpräsidenten. Die Kritik führte zum Rücktritt des Staatssekretärs Lars Danielsson und der Außenministerin Laila Freivalds. Auch die Riksrevisionen, eine Aufsichtsbehörde, bemängelte im Sommer 2008 die fehlende Krisenbereitschaft. Zwar seien die größten Missstände nach der Tsunamikatastrophe behoben. Problematisch seien aber überschneidende Zuständigkeiten und die fehlende Koordinierung der beteiligten Behörden.
Daraufhin wurde zum 1. Januar 2009 die Myndigheten för samhällsskydd och beredskap gegründet, die die Behörde für Krisenbereitschaft (Krisberedskapsmyndigheten), das Rettungswerk (Räddningsverket) sowie den Rat für psychologische Verteidigung (Styrelsen för psykologiskt försvar) ersetzte. Ziel war ein effektiveres Krisenmanagement und die bessere Koordinierung der zuständigen Abteilungen und Behörden.

## Aufgabenbereiche
Die Behörde deckt alle Risiken ab: von alltäglichen Verkehrsunfällen und Bränden über Chemie-Zwischenfälle, Stromausfälle und andere technische Versagen. Darüber hinaus Notlagen wie Bombendrohungen und andere Angriffe, Epidemien, Naturkatastrophen und Krieg. In den meisten Fällen liegt die Verantwortung für den Einsatz vor Ort nicht bei MSB, sondern den örtlichem Rettungsdiensten oder Ordnungskräften.

## Generaldirektoren
- Helena Lindberg (2009–2017)
- Dan Eliasson (seit 2018)